# Magistralni put 259
Die Magistralni put 259 ist eine Bundesstraße in Serbien. Sie beginnt in Niš und führt in östlicher Richtung parallel zur Autoput A4 bis nach Gradinje zu der serbisch-bulgarischen Grenze.

## Geschichte
Die Straße wurde bis März 2018 als Stufe Ib eingestuft und hatte den Namen Magistralni put 43. Sie diente als Verbindungsstraße der noch nicht vollendeten Autoput A4. Nach der Fertigstellung wurde sie heruntergestuft (IIa) und trägt die Nummer 259.